# Maule (Chili)
Pour les articles homonymes, voir Maule.
Maule (en mapudungun pluie) est une commune du Chili de la Province de Talca, elle-même située dans la Région du Maule.

## Géographie
Du fait de la proximité du rio Maule, le territoire de la commune joue depuis l'occupation inca un rôle stratégique car il se trouve sur une voie de pénétration qui se matérialise aujourd'hui par le passage de la route panaméricaine,. La commune se trouve à environ 245 kilomètres (à vol d'oiseau) au sud de la capitale Santiago et 12 kilomètres au sud de Talca capitale de la Province de Talca.

## Démographie
En 2012, sa population s'élevait à 38 329 habitants. La superficie de la commune est de 190 km2 (densité de 202 hab./km2). La commune connait une très forte progression démographique liée à la croissance de la capitale provinciale Talca dont les faubourgs sud se trouvent sur le territoire de la commune de Maule.

Position de Maule (en rouge) au sein de la Région du Maule.